# Ferme de liens

Diagramme d'une ferme de liens

Une ferme de liens (traduction littérale de l'anglais link farm) est une méthode utilisée pour augmenter artificiellement l'importance d'un site ou d'un groupe de sites dans les moteurs de recherche.
Le principe est de créer un certain nombre de sites se renvoyant les uns vers les autres. Les fermes de liens peuvent être créées à la main ou de manière automatisée. Cette technique, inventée pour tirer parti du PageRank de Google (et des moteurs de recherche fonctionnant sur le même principe) s'apparente à du référencement abusif (spamdexing). La société Google prévient d'ailleurs les webmestres qu'elle pénalise l'indexation des sites ayant recours à ce genre de système.